# МКС-67
МКС-67 — шістдесят сьомий довготривалий екіпаж Міжнародної космічної станції. Його робота розпочалася 30 березня 2022 року з моменту відстиковки від станції корабля Союз МС-19 та тривала 183 дні — до 29 вересня 2022 року. Експедиція складалася з декількох етапів — на станції працювали екіпажі кораблів SpaceX Crew-3, Союз МС-21, SpaceX Crew-4 та Союз МС-22.

## Екіпаж
Експедиція складалась із декількох етапів. Протягом першого з них на станції працювали семеро космонавтів, які перейшли зі складу 66-ї експедиції. Також у цей період, протягом 9-17 квітня, МКС відвідали учасники місії Axiom Space Crew Dragon mission у складі одного пілота і трьох космічних туристів. На другому етапі до станції прибуло 4 космонавтів на кораблі SpaceX Crew-4 та у складі 67-ї експедиції стало 11 космонавтів. 5 травня четверо космонавтів на кораблі SpaceX Crew-3 залишили станцію; у складі МКС стало 7 осіб. На останньому етапі, 21 вересня, кораблем Союз МС-22 на станцію прибуло 3 космонавти.
| Політ         | Космонавт                                | Перша частина (30 березня — 27 квітня) | Друга частина (27 квітня — 5 травня) | Третя частина (5 травня — 21 вересня) | Четверта частина (21–29 вересня) |
| ------------- | ---------------------------------------- | -------------------------------------- | ------------------------------------ | ------------------------------------- | -------------------------------- |
| Союз МС-21    | Олег Артем'єв, Роскосмос Третій політ    | Бортінженер                            | Бортінженер                          | Командир                              | Командир                         |
| Союз МС-21    | Денис Матвєєв, Роскосмос Перший політ    | Бортінженер                            | Бортінженер                          | Бортінженер                           | Бортінженер                      |
| Союз МС-21    | Сергій Корсаков, Роскосмос Перший політ  | Бортінженер                            | Бортінженер                          | Бортінженер                           | Бортінженер                      |
| SpaceX Crew-3 | Томас Маршберн, НАСА Третій політ        | Командир                               | Командир                             | Поза станцією                         | Поза станцією                    |
| SpaceX Crew-3 | Раджа Чарі, НАСА Перший політ            | Бортінженер                            | Бортінженер                          | Поза станцією                         | Поза станцією                    |
| SpaceX Crew-3 | Кейла Беррон, НАСА Перший політ          | Бортінженер                            | Бортінженер                          | Поза станцією                         | Поза станцією                    |
| SpaceX Crew-3 | Маттіас Мауер, НАСА Перший політ         | Бортінженер                            | Бортінженер                          | Поза станцією                         | Поза станцією                    |
| SpaceX Crew-4 | Челл Ліндгрен, НАСА Другий політ         | Поза станцією                          | Бортінженер                          | Бортінженер                           | Бортінженер                      |
| SpaceX Crew-4 | Роберт Хайнс, НАСА Перший політ          | Поза станцією                          | Бортінженер                          | Бортінженер                           | Бортінженер                      |
| SpaceX Crew-4 | Саманта Крістофоретті, ESA Другий політ  | Поза станцією                          | Бортінженер                          | Бортінженер                           | Бортінженер                      |
| SpaceX Crew-4 | Джесіка Воткінс, НАСА Перший політ       | Поза станцією                          | Бортінженер                          | Бортінженер                           | Бортінженер                      |
| Союз МС-22    | Сергій Прокопьєв, Роскосмос Другий політ | Поза станцією                          | Поза станцією                        | Поза станцією                         | Бортінженер                      |
| Союз МС-22    | Дмитро Петелін, Роскосмос Перший політ   | Поза станцією                          | Поза станцією                        | Поза станцією                         | Бортінженер                      |
| Союз МС-22    | Франциско Рубіо, NASA Перший політ       | Поза станцією                          | Поза станцією                        | Поза станцією                         | Бортінженер                      |

### Експедиція відвідування
| Місія                           | Космонавти                                                                        | Стикування    | Від'єднання    | Тривалість |
| ------------------------------- | --------------------------------------------------------------------------------- | ------------- | -------------- | ---------- |
| Axiom Space Crew Dragon mission | / Майкл Лопес-Алегрія Ларрі Коннор Марк Песі Ейтан Стіббе                         | 9 квітня 2022 | 25 квітня 2022 | 16 днів    |
| Axiom Space Crew Dragon mission | Приватна місія Crew Dragon до МКС, організована SpaceX у співпраці з Axiom Space. |               |                |            |

## Етапи місії
30 березня о 07:21:03 (UTC) корабель Союз МС-19 із трьома космонавтами на борту (Антон Шкаплеров, Петро Дубров, Марк Ванде Хей) від'єднався від станції. З цього моменту розпочалась робота 66-ї експедиції у складі 7 космонавтів.
9 квітня до станції прибув корабель Axiom Space Crew Dragon mission, на борту якого пілот Міхель Лопез-Алегрія та троє космічних туристів (Ейтан Стіббе, Марк Песі та Ларрі Коннор). Запуск здійснено ракетою Falcon 9 та космічним кораблем Crew Dragon Endeavour. Це перша приватна місія до МКС американської компанії Axiom Space
18 квітня Олег Артем'єв та Денис Матвєєв здійснили вихід у відкритий космос тривалістю 6 год. 37 хв. Було продовжено роботи щодо встановлення маніпулятора ERA.
25 квітня о 01:10 (UTC) корабель Axiom Space Crew Dragon mission із чотирма космонавтами на борту від'єднався від станції. Замість запланованих 9 днів, екіпаж пробув на МКС 16 днів через несприятливі для повернення погодні умови.
27 квітня о 23:37 (UTC) відбулось стикування з МКС корабля SpaceX Crew-4 з чотирма космонавтами на борту (Челл Ліндгрен, Роберт Гайнс, Саманта Крістофоретті, Джесіка Воткінс). У складі експедиції стало 11 космонавтів..
5 травня відбулась церемонія передачі комадування корабля — американець Томас Машберн передав це право росіянину Олегу Артемьєву.
5 травня о 05:20 (UTC) корабель SpaceX Crew-3 із чотирма космонавтами на борту (Р. Чарі, М. Маршберн, М. Мауер, К. Беррон) від'єднався від станції та наступного дня успіщно приводнився в Атлантичному океані. У складі 67-ї експедиції залишилось працювати 7 космонавтів.
21 травня о 00:28 (UTC) до станції пристикувався вантажний корабель Boeing Orbital. Це перше стикування даного типу коралів із МКС. Він доставив на станцію понад 360 кг корисного навантаження..
25 травня о 18:36 (UTC) корабель Boeing Orbital від'єднався від МКС та за декілька годин капсула корабля успішно приводнился в бухті у штате Нью-Мехіко (США).
3 червня о 13:03 (UTC) до МКС пристикувався вантажний корабель Прогрес МС-20, який доставив близько 2500 кг корисного вантажу, серед якого паливо, вода, обладнання і матеріали.
25 червня — американський вантажний корабель Cygnus місії NG-17 здійснив планову корекцію орбіти МКС. Маневр корекції орбіти тривав п'ять хвилин і одну секунду. Це лише другий випадок, коли американський корабель здійснював корекцію орбіти станції, в інших випадках це робили російські кораблі.
28 червня о 07:00 (UTC) американський вантажний корабель Cygnus місії NG-17 від'єднався від станції. Після цього він має вивести на орбіту кілька кубсатів та невдовзі згоріти у щільних шарах атмосфери.
21 липня росіянин Олег Артемь'єв та Саманта Кристофореті (ЄКА) здійснили вихід у відкритий космос, що тривав 7 год. 5 хв. Під час нього було запущено 10 наносупутників, також космонавти виконали ряд робіт на зовнійшній поверхні станції.
17 серпня росіяни Олег Артемь'єв та Денис Матвєєв здійснили вихід у відкритий космос, під час якого мали продовжити налаштування роботизованого маніпулятора ERA. Однак роботи було перервано достроково через те, що у скафандрі «Орлан» у Артем'єва раптово виникла проблема з електроживленням. У результаті Матвєєв провів у відкритому космосі 4 год. та 1 хв., а Артем'єв — лише 2,5 години, замість запланованих 6,5 годин.
19 серпня о 15:05 (UTC) від станції від'єднався вантажний корабель SpaceX CRS-25. Під час повернення на Землю він доставив понад 4000 фунтів результатів наукових досліджень.
2 вересня Олег Артемь'єв та Денис Матвєєв здійснили вихід у відкритий космос тривалістю 7 год. 47 хв. Було продовжено налаштування роботизованого маніпулятора ERA та виконано інші роботи.
21 вересня о 17:06 (UTC) до станції пристикувався корабель Союз МС-22 із трьома космонавтами на борту (Сергій Прокопьєв, Дмитро Петелін та Франциско Рубіо). У складі 67-ї експедиції стало 10 осіб.
28 вересня Олег Артем'єв передав командування станції Саманті Крістофоретті; вона стала першою жінкою з Європи, яка є командиром МКС.
29 вересня о 07:34 (UTC) корабель Союз МС-21 із трьома космонавтами на борту (Олег Артем'єв, Денис Матвєєв та Сергій Корсаков) від'єднався від станції. На цьому завершилась робота 67-ї експедиції.